# Yên Lương, Ý Yên
Yên Lương là một xã thuộc huyện Ý Yên, tỉnh Nam Định, Việt Nam.
Xã có diện tích 8,38 km², dân số năm 1999 là 9.905 người, mật độ dân số đạt 1181 người/km²Hiện nay có 2 hợp tác xã đó là hợp tác xã Quyết thắng ở phía Tây bao gồm các xóm Hoàng Mẫu, Ngọc Tân, An Nhân, Khang Thọ, Thụy Quang, Quảng Thượng và Tân Phú. Phía Đông là hợp tác xã Thành Công với các xóm Nhân Nghĩa, Thụy Nội, Nam Vinh, Đông Vinh, Tây Vinh và Đồng Bằng.

## Đình Quảng Thượng
Đình Quảng Thượng ở xã Yên Lương có từ thời Đinh Tiên Hoàng. Đình là nơi thờ Lãng Công, người nuôi vua Đinh Bộ Lĩnh và nghĩa quân khi dẹp loạn 12 sứ quân.